# Sun Chemical

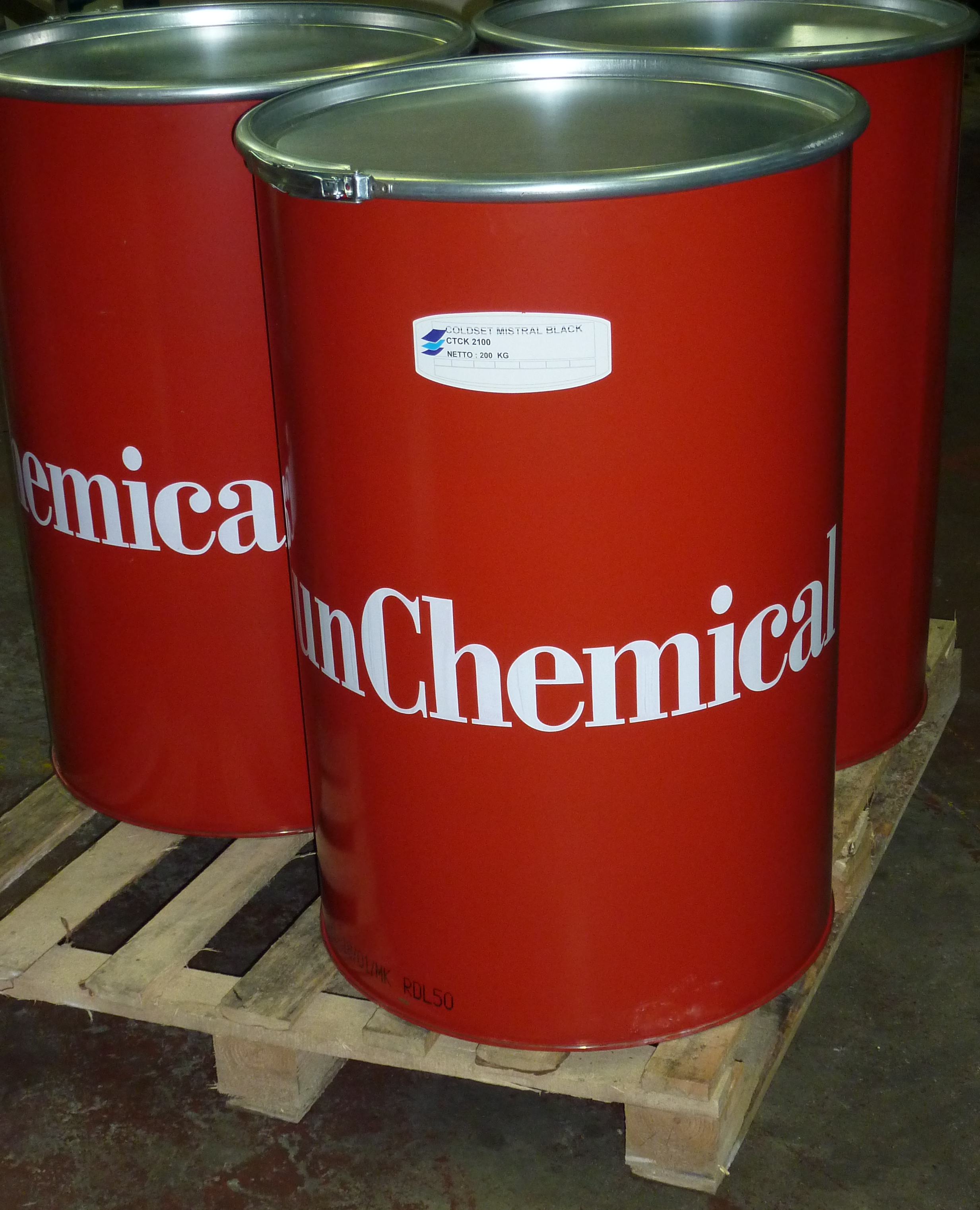
Fässer mit Druckfarbe

Sun Chemical ist ein US-amerikanischer Zulieferer der grafischen Industrie und war 2018 zusammen mit der Unternehmensmutter DIC K.K. der weltgrößte Hersteller von Druckfarben. Die Wurzeln des Unternehmens reichen bis in das Jahr 1818 zurück, in seiner heutigen Form existiert es allerdings erst seit 1945. Seit 1986 gehört Sun Chemical zur DIC-Gruppe. Das Unternehmen beliefert außerhalb der Druckindustrie auch andere Industriezweige, wie zum Beispiel die Automobil- und Elektronikindustrie mit Harzen und Oberflächenbeschichtungen.
Am 30. Juni 2021 wurde die Akquisition der Pigmentsparte von der BASF abgeschlossen.
Das Unternehmen betreibt europäische Produktionsstandorte in Deutschland, Österreich und der Schweiz, sowie in Belgien, Frankreich, Spanien, Italien, den Niederlanden, Polen und Dänemark.
- Deutschland: Ludwigshafen, Besigheim, Köln, Osterode am Harz/Lasfelde, Frankfurt am Main[4], Niedernhausen (Hartmann Druckfarben)
- Österreich: Nußdorf ob der Traisen[5], Wien
- Schweiz: Niederwangen, Geroldswil, Monthey